# Denton (East Sussex)
Denton – wieś w Anglii, w hrabstwie East Sussex, w dystrykcie Lewes. Leży 80 km na południe od Londynu.